# مهدی‌آباد (آب‌شوران)
مهدی‌آباد (به لاتین: Mehdiabad) یک منطقه مسکونی در جمهوری آذربایجان است که در شهرستان آب‌شوران واقع شده است. مهدی‌آباد ۶۶۱۶ نفر جمعیت دارد.